# 源重光
源 重光（みなもと の しげみつ）は、平安時代中期の公卿・歌人。醍醐天皇の第三皇子・代明親王の長男。官位は正三位・権大納言。致仕大納言と称す。

## 経歴
承平8年（938年）従四位下に叙される。侍従を経て天暦4年（950年）信濃権守に任ぜられる。
天暦7年（953年）右近衛中将に任ぜられる。翌年には伊予守を兼ね、天暦9年11月（956年1月）従四位上に昇叙。天徳2年（958年）左近衛中将に転じる。播磨守、左京大夫、備中権守を歴任。応和4年（964年）参議に任ぜられ公卿に列し、宮内卿を兼ねる。康保2年（965年）伊勢権守を務め、康保4年（967年）正四位下に叙される。
右兵衛督を経て、安和元年（968年）従三位・播磨権守に叙任される。天禄3年（972年）に大蔵卿、天延2年（974年）には検非違使別当に任ぜられる。貞元2年（977年）中納言、天元5年（982年）正三位。永観3年（985年）3月円融上皇の読経結願に参会。同年4月には警固を行う。永祚元年（989年）8月に藤原頼忠の七七日忌が行われた際、これに参会している。正暦2年（991年）9月の任大臣の儀に参り、同日極官の権大納言に至っている。
正暦3年（992年）辞任し、官職を藤原伊周に譲る。その為、致仕大納言と称された。正暦4年（993年）参議・藤原実資に笏を乞い、これを送られている。長徳4年（998年）7月10日子刻薨去。享年76。薨去前日には大甥にあたる藤原行成が見舞いに来ている。その際、子・明理は病悩は甚だ重いと重光の病の様子に言及している。
重光楽という曲を作るなど音楽に秀でる。また、和歌にも通じ、『後撰和歌集』には数首が残っている。

## 官歴
※以下、『公卿補任』の記載に従う。
- 承平8年（938年）正月7日：従四位下
- 天慶5年12月13日（943年1月21日）：侍従
- 天慶7年（944年）4月14日：昇殿
- 天暦4年（950年）正月30日：信濃権守
- 天暦7年（953年）4月29日：右近衛中将
- 天暦8年（954年）3月14日：伊予守
- 天暦9年11月21日（956年1月7日）：従四位上
- 天徳2年（958年）7月28日：左近衛中将
- 天徳3年（959年）7月17日：播磨守
- 応和元年（961年）7月3日：左京大夫
- 応和4年（964年）正月27日：備中権守、3月27日：参議
- 康保元年（964年）7月29日：宮内卿
- 康保2年（965年）5月11日：伊勢権守
- 康保4年（967年）10月11日：正四位下（御即位次）
- 康保5年（968年）6月14日：右兵衛督
- 安和元年（968年）11月14日：播磨権守（與弟延光朝臣相替。止卿）、11月23日：従三位（去卿。主基）
- 天禄3年（972年）2月29日：大蔵卿
- 天禄4年（973年）3月28日：右衛門督并伊與権守
- 天延2年（974年）2月17日：使別当
- 天延3年（975年）正月26日：左兵衛督
- 貞元2年（977年）4月24日：中納言
- 天元5年（982年）正月7日：正三位
- 永観3年（985年）3月30日：円融上皇読経結願4月21日：有警固行之
- 永祚元年（989年）8月11日：藤原頼忠七七日忌参会
- 正暦2年（991年）9月7日：任大臣事参会、権大納言
- 正暦3年（992年）8月28日：上表辞任、藤原伊周に権大納言を譲る

## 系譜
- 父：代明親王[7]
- 母：藤原定方の娘[7]
- 妻：行明親王の娘[7]
  - 男子：源長経（明理）[7]
  - 男子：源方理
  - 男子：源則理[7]
- 生母不明の子女
  - 男子：源通雅[7]
  - 男子：源康経[7]
  - 女子：藤原伊周室
  - 女子：藤原道長妾